# Musée national de Buyeo
Le musée national de Buyeo est un musée situé à Buyeo, en Corée du Sud. Il expose un millier de pièces dont trois trésors nationaux. Il est essentiellement centré sur la culture de Baekje car Buyeo était la capitale de ce royaume pendant la période de Sabi (538-660, Sabi est le nom employé à l'époque pour désigner Buyeo). Il a été fondé en 1929 et a déménagé à son emplacement actuel en 1993.
Le musée comporte une partie à l'air libre et quatre salles d'exposition : la salle de la préhistoire avec des villages de l'âge de bronze et de la céramique, la salle d'histoire pour Baekje, la salle des arts bouddhiques et une salle pour les donations.
Les principaux objets exposés sont un brûle-encens en bronze doré (en) découvert en 1993 dans l'ancien temple de Neungsan-ri (trésor national n° 287, 64 cm de haut pour 11,8 kg), le reliquaire à sarira en pierre du roi Wideok (trésor national n° 288) et une statue en bronze doré du Bodhisattva Avalokiteshvara (trésor national n° 293, 21,1 cm de haut) en provenance de Gyuam-ri.

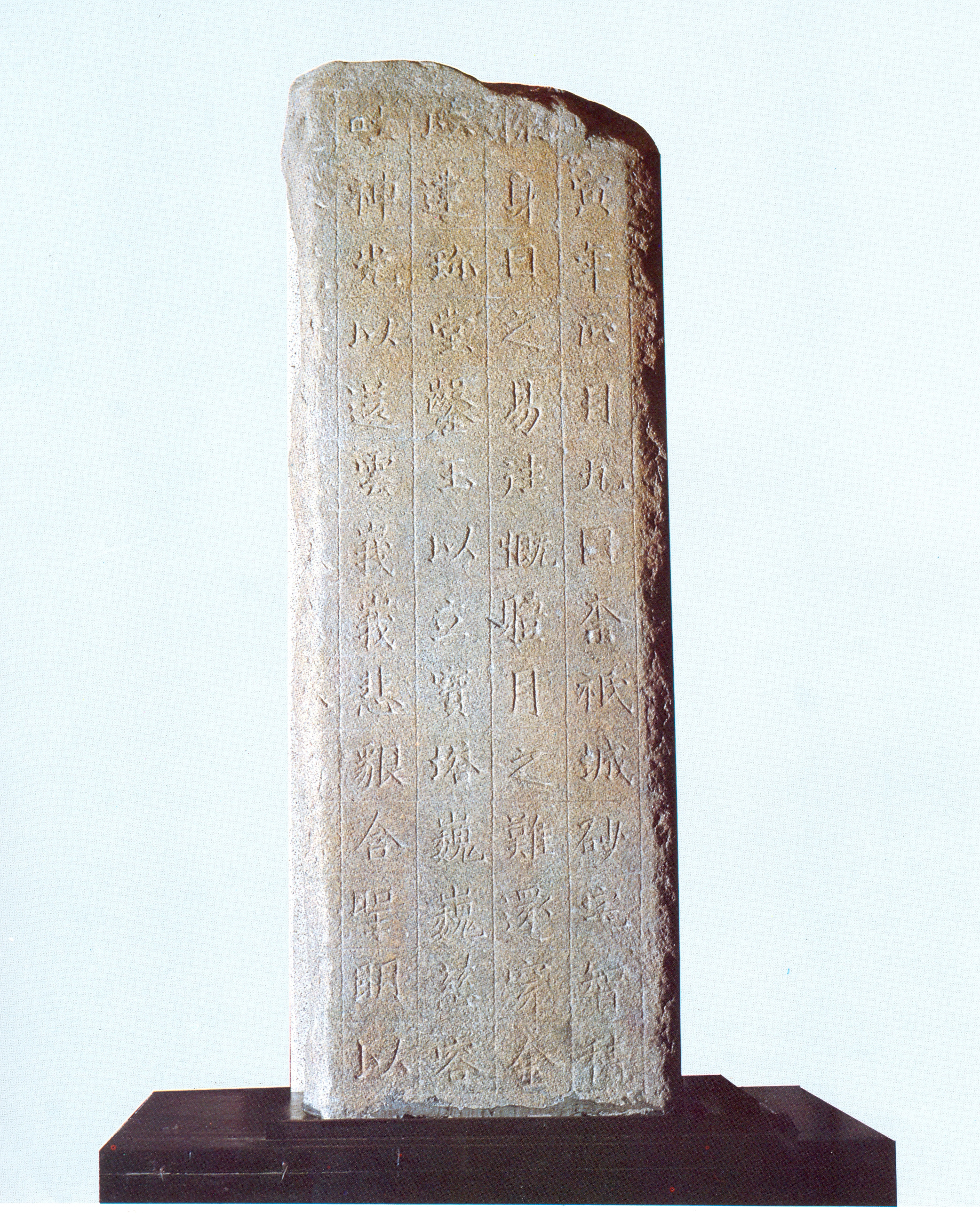
Stèle de Sataek Jijeok, un membre de l'un des principaux clans de Baekje
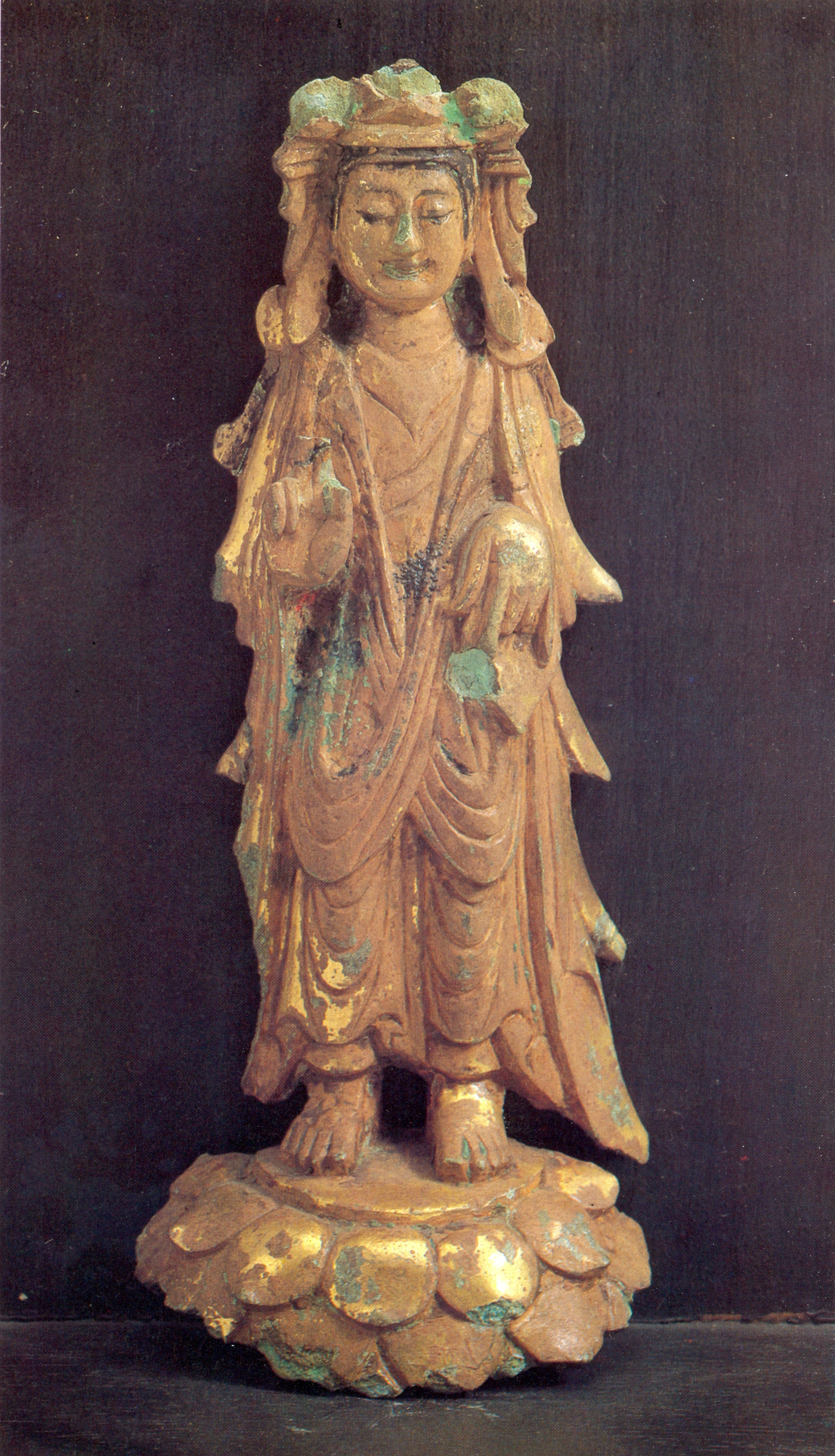
Bodhisattva. Bronze doré. Découvert à Gunsu-ri. Milieu du VIe siècle, période des Trois Royaumes de Corée

Trésors nationaux de Corée du Sud (indiqués entre parenthèses)
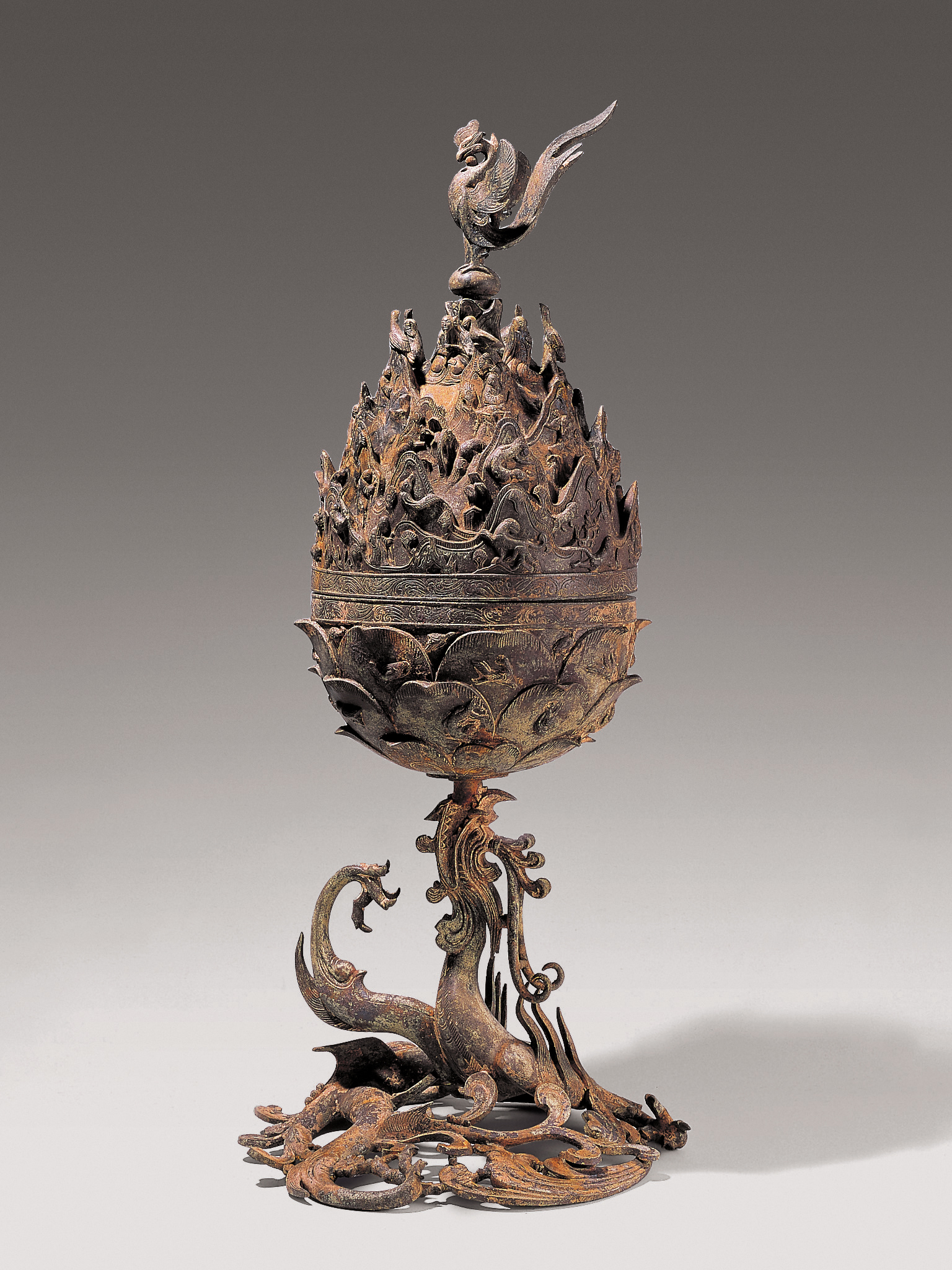
Brûle-parfum (encens) d'origine chinoise, bronze doré, H. 62,5 cm. Déposé à l'époque de Sabi (538-660) (Sabi : nom de l'actuel Buyeo), capitale au temps du royaume de Baekje[1].  (287)
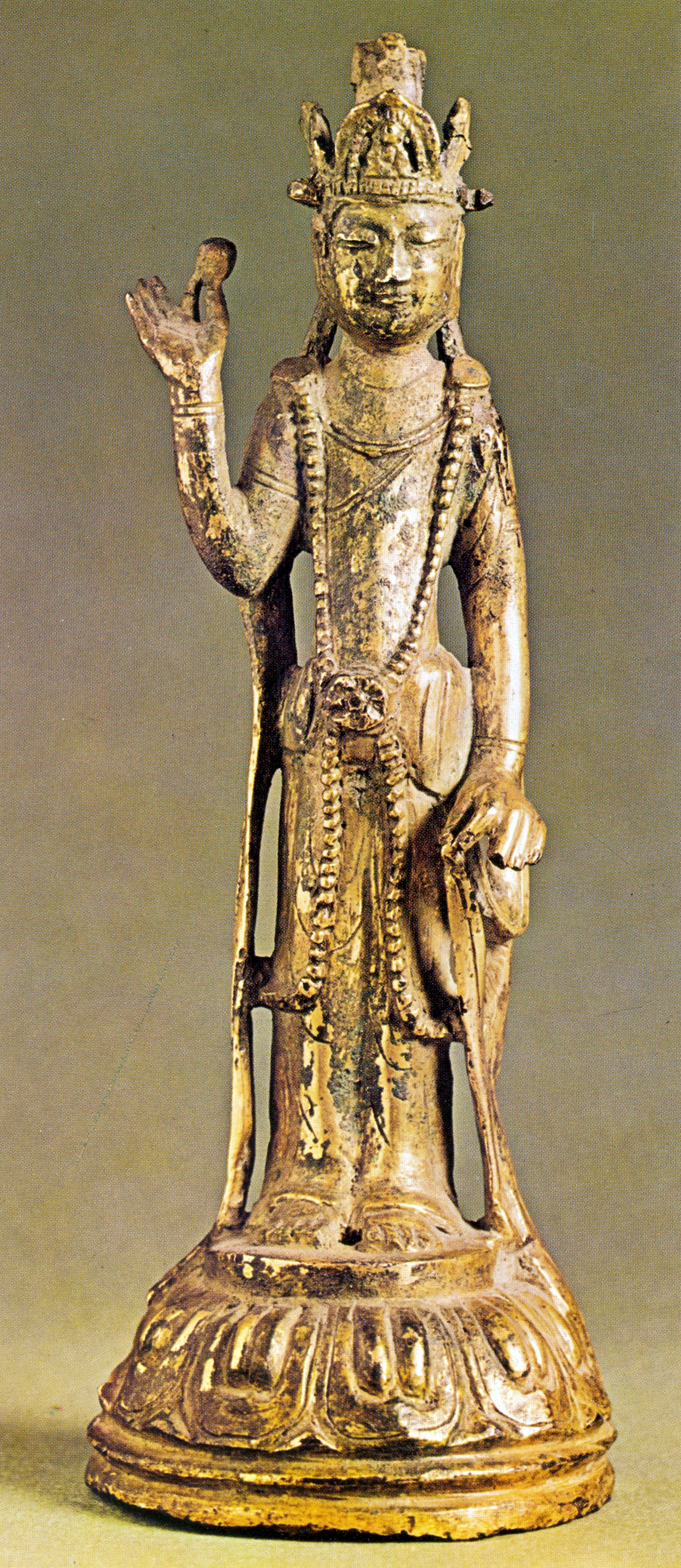
Bodhisattva Avalokiteshvara (293). Bronze doré. Baekje, début VIIe siècle
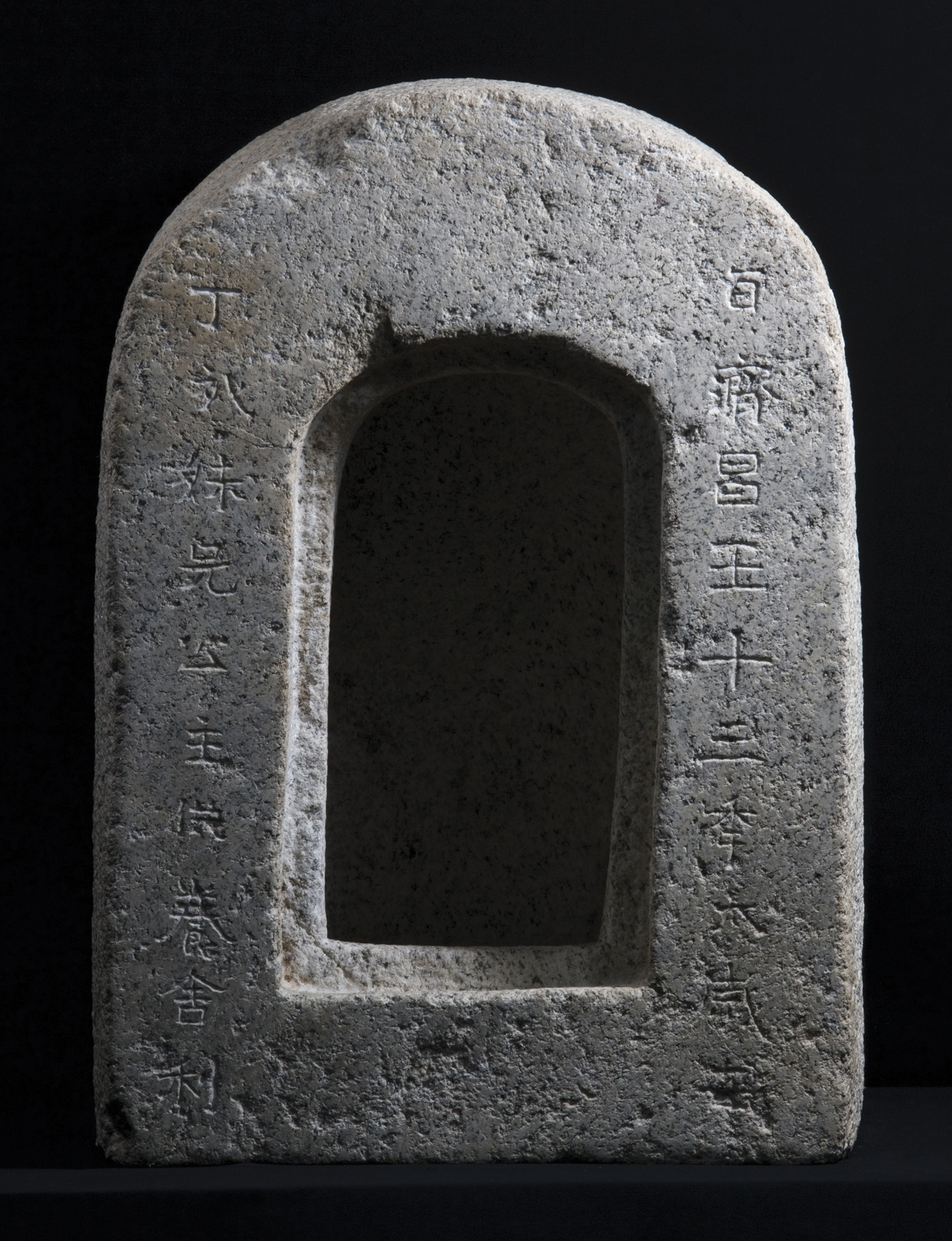
Reliquaire à Śarīra (relique bouddhique) (288)